# 2000年印第安維爾斯大師賽
2000年印第安維爾斯大師賽于2000年3月6日至3月20日在美國印第安維爾斯舉行，為第24屆賽事，ATP是大師系列賽，WTA是一級錦標賽。

## 冠軍
单打列出冠亚军以及决赛比分，双打列出冠军组合。

### 男子單打
亚历克斯·科雷查 擊敗  托馬斯·恩奎斯特, 6–4, 6–4, 6–3
- 這是亚历克斯·科雷查職業生涯第10個單打冠軍。

### 女子單打
林赛·达文波特 擊敗  玛蒂娜·辛吉斯, 4–6, 6–4, 6–0 
- 這是林赛·达文波特職業生涯第28個單打冠軍。

### 男子雙打
亚历克斯·奥布赖恩 /  贾里德·帕尔默

### 女子雙打
林赛·达文波特 /  科麗娜·莫拉留

## 外部連結
- 官方網站